# Thesium microcephalum
Thesium microcephalum är en sandelträdsväxtart som beskrevs av Arthur William Hill. Thesium microcephalum ingår i släktet spindelörter, och familjen sandelträdsväxter. Inga underarter finns listade i Catalogue of Life.